# Joel Emer
Joel S. Emer (Chicago) é um engenheiro elétrico estadunidense. Trabalha atualmente na Intel Corporation.
É um pioneiro em técnicas de análise de performance de computadores e arquiteto de microprocessadores. Recebeu em 2009 o Prêmio Eckert–Mauchly. Emer obteve o doutorado na Universidade de Illinois em Urbana-Champaign, orientado por Edward S. Davidson. Em seguida foi para a Digital Equipment Corporation, onde trabalhou inicialmente na análise da performance do VAX e depois do Alpha. Como consequência de seu trabalho de análise de performance, tornou-se um pioneiro na abordagem quantitativa na arquitetura de computadores. Em conjunção com o desenvolvimento e aplicação de várias técnicas de análise de performance, Emer contribuiu com uma variedade de pesquisa e ideias de desenvolvimento avançado, que foram incorporadas em diversos projetos do VAX e Alpha.
É conhecido, juntamente com seu co-autor Douglas W. Clark, por um artigo seminal sobre a análise quantitativa de arquitetura de processadores, publicado no 11th International Symposium on Computer Architecture. Este artigo também contém o resultado de que a performance do VAX-11/780 era realmente de 0,5 MIPS e não 1 MIPS, como a DEC informava. Este resultado ajudou a popularizar o que Clark denominou Lei de Ferro da Performance, relacionando ciclos por instrução (CPI), frequência e número de instruções à performance computacional.

## Publicações
- «Joel Emer's Publications» (em inglês)